# Jeong Jun-yeon
Đây là một tên người Triều Tiên, họ là Jeong.
Jeong Jun-Yeon (tiếng Hàn: 정준연; sinh ngày 30 tháng 4 năm 1989) là một cầu thủ bóng đá Hàn Quốc, hiện tại thi đấu ở vị trí hậu vệ cho Gwangju FC.

## Thống kê sự nghiệp câu lạc bộ
| Thành tích câu lạc bộ | Thành tích câu lạc bộ | Thành tích câu lạc bộ | Giải vô địch | Giải vô địch | Cúp     | Cúp       | Cúp Liên đoàn | Cúp Liên đoàn | Châu lục | Châu lục  | Tổng cộng | Tổng cộng |
| Mùa giải              | Câu lạc bộ            | Giải vô địch          | Số trận      | Bàn thắng    | Số trận | Bàn thắng | Số trận       | Bàn thắng     | Số trận  | Bàn thắng | Số trận   | Bàn thắng |
| --------------------- | --------------------- | --------------------- | ------------ | ------------ | ------- | --------- | ------------- | ------------- | -------- | --------- | --------- | --------- |
| 2008                  | Chunnam Dragons       | K League 1            | 3            | 0            | 0       | 0         | 0             | 0             | 2        | 0         | 5         | 0         |
| 2009                  | Chunnam Dragons       | K League 1            | 6            | 0            |         |           | 0             | 0             | -        | -         | 6         | 0         |
| 2010                  | Chunnam Dragons       | K League 1            | 19           | 0            |         |           | 3             | 0             | -        | -         | 22        | 0         |
| 2011                  | Chunnam Dragons       | K League 1            | 14           | 0            | 2       | 0         | 3             | 0             | -        | -         | 19        | 0         |
| Tổng cộng sự nghiệp   | Tổng cộng sự nghiệp   | Tổng cộng sự nghiệp   | 42           | 0            | 2       | 0         | 6             | 0             | 2        | 0         | 52        | 0         |